# Музей замка герцогов Вюртембергских
Музей замка герцогов Вюртембергских (фр. Musée du Château des ducs de Wurtemberg) — музей истории замка Монбельяр (княжества Монбельяр), расположенный во французском городе Монбельяр в одноимённом замке герцогов Вюртембергских. В музее представлены коллекции изящных искусств, декоративно-прикладного искусства и современного искусства. Также в стенах замка располагается музей археологии и естествознания Монбельяра.
Изначально музей находился в стенах особняка Бёрнье-Россель (XVIII век), а затем, в 1843 году, большая часть его коллекций была перемещена в замок Монбельяр (XIII век). Музей удостоен французского официального знака Musée de France.

## Описание

### История замка Монбельяр
На первом этаже замка представлена коллекция экспонатов, рассказывающих об истории создания и реконструкции замка Монбельяр, а также об истории самого княжества. Заслуживают упоминания старая главная кухня замка, коллекция мебели, коллекция керамики, а также собрание изделий из стекла.

### Художественный музей
На втором этаже посетителям представлены прежние апартаменты принцесс Вюртембергских, а также здесь расположен музей изящных искусств. В отдельном зале (Зал Виттини) собраны картины Жюля Виттини (1888—1968), представляющие исторические реконструкции различных важных событий истории князей Монбельяра, а также города и замка. Виттини родился в итальянской Анконе, закончил Королевскую академию изящных искусств в Риме, и в 1932 году обосновался в Монбельяре, где он жил и работал 21 год.

### Музей археологии и естествознания Жоржа Кювье
На третьем этаже замка размещены обширные коллекции музея археологии и естествознания Монбельяра, который также известен как Музей Жоржа Кювье).

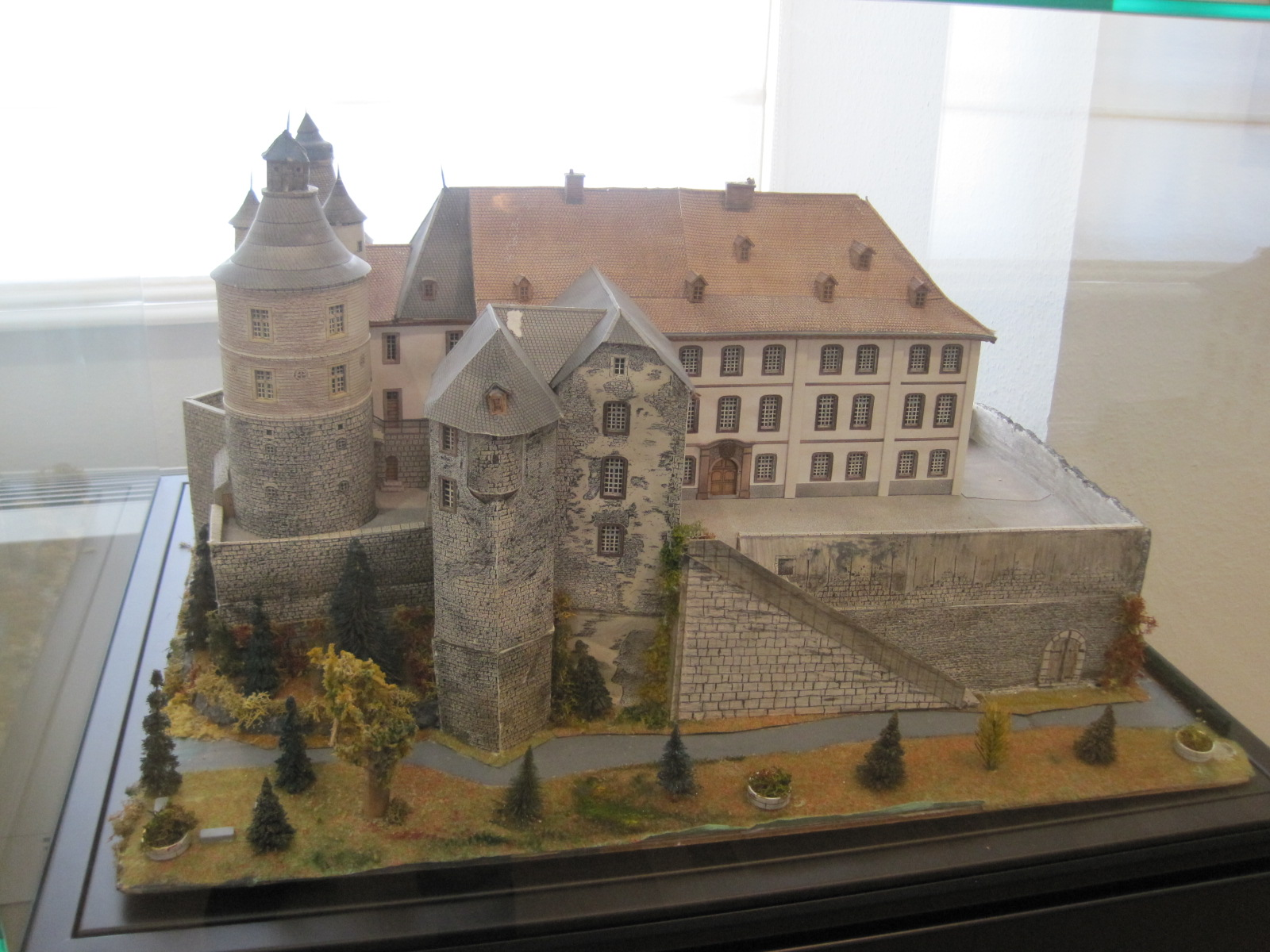
Макет замка Монбельяр
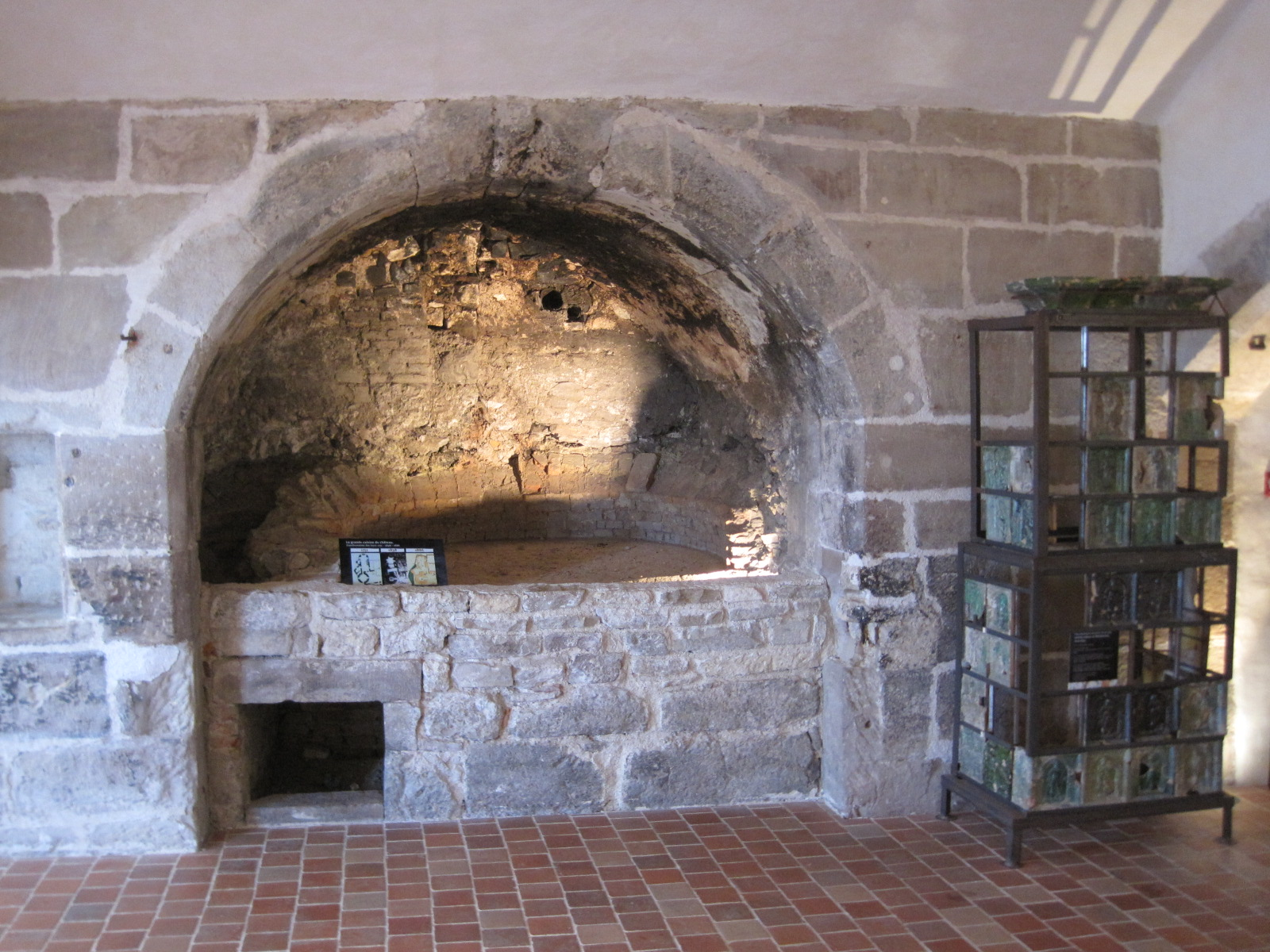
Большая кухня замка
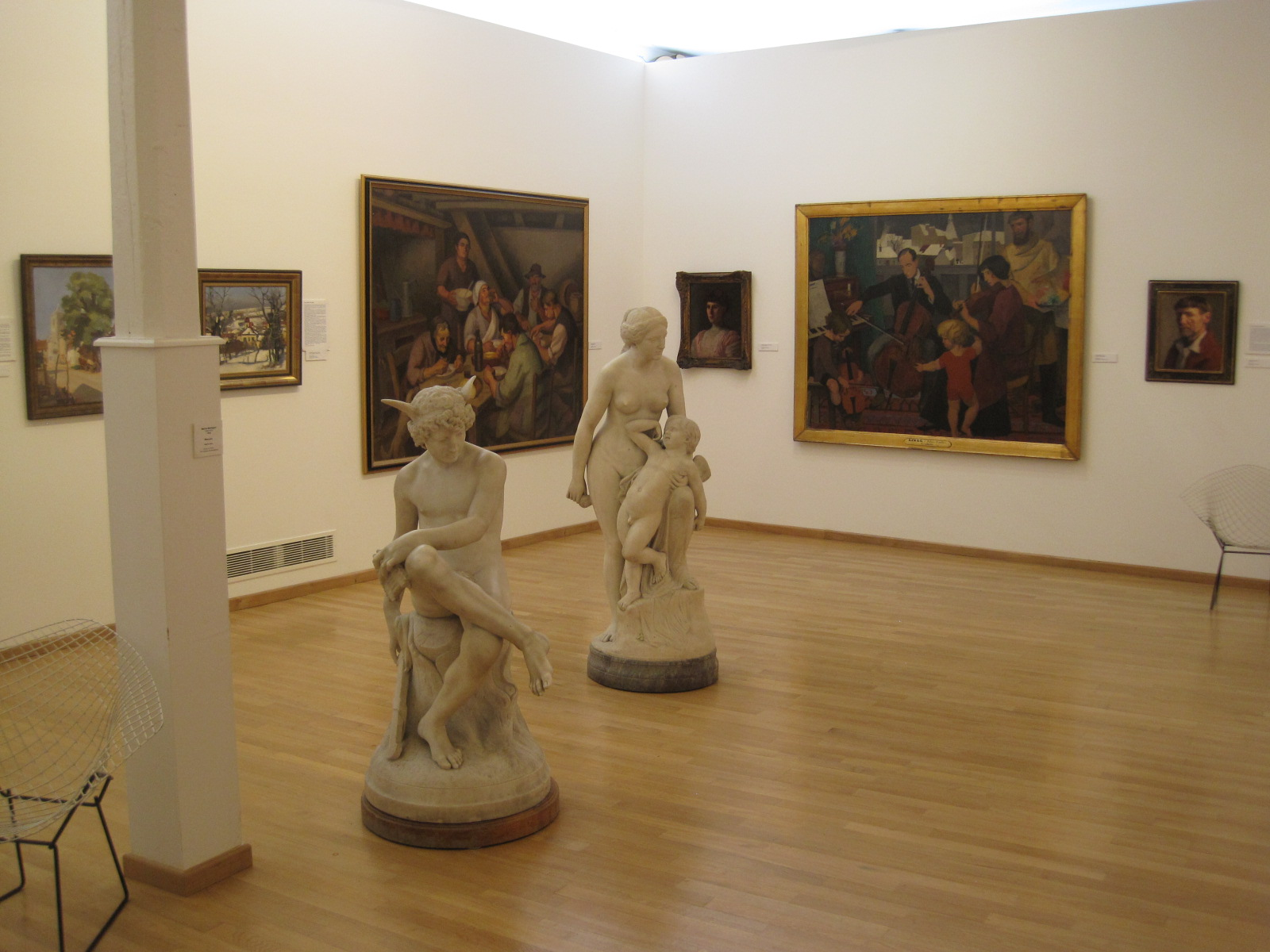
Зал Виттини
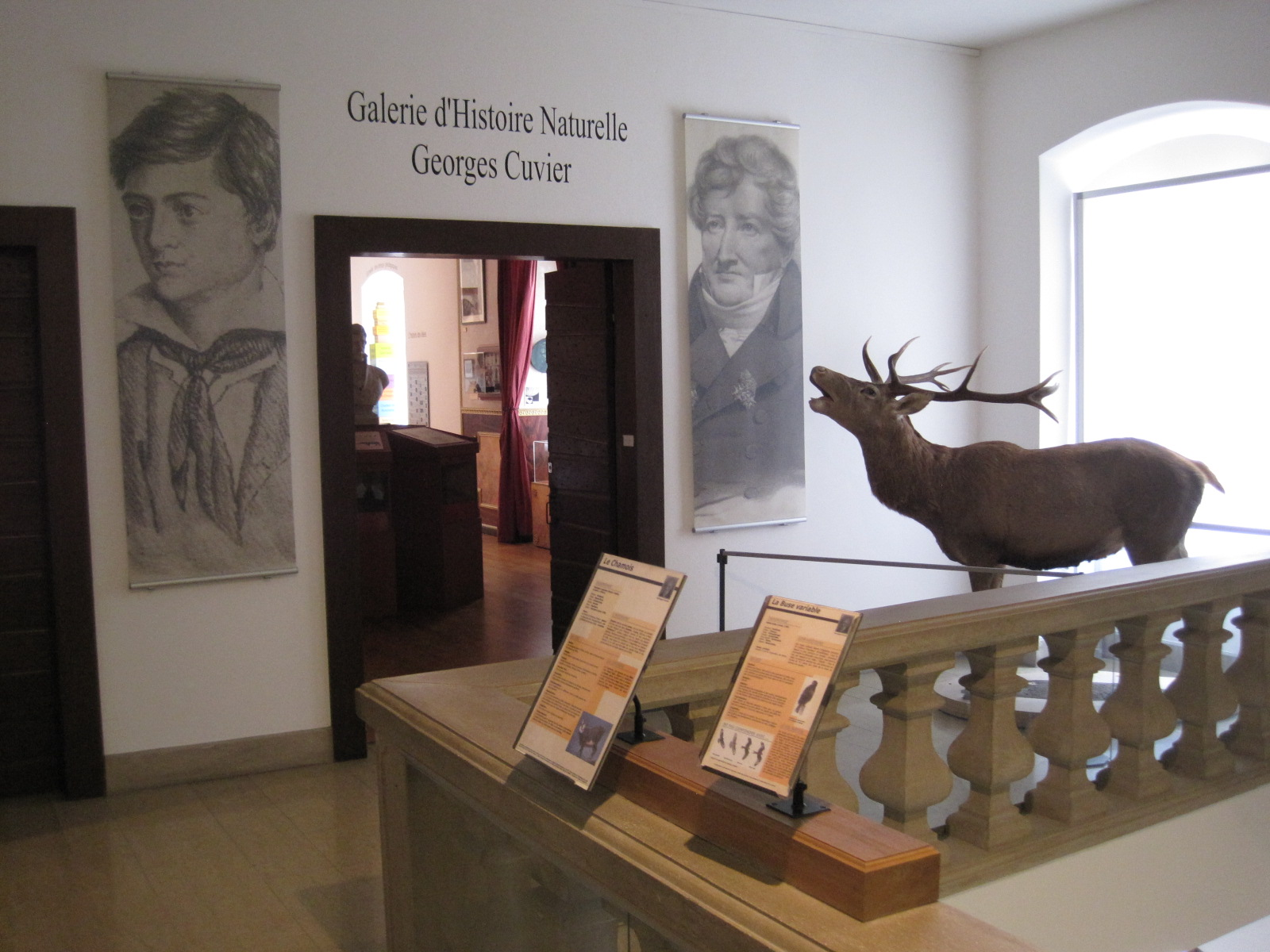
Музей Жоржа Кювье
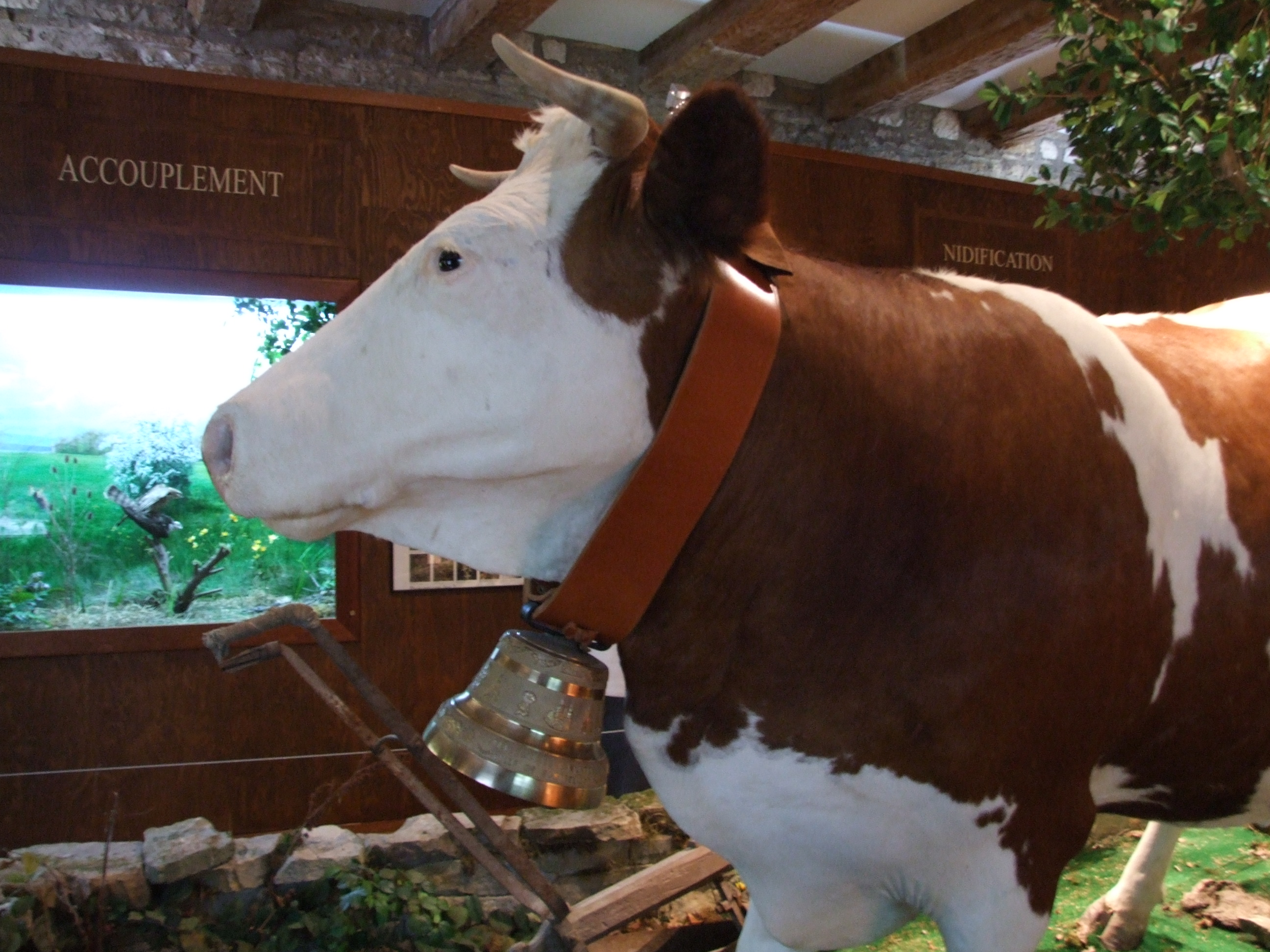
Монбельярская корова